# Jatirasa
Jatirasa is een bestuurslaag in het regentschap Kota Bekasi van de provincie West-Java, Indonesië. Jatirasa telt 34.687 inwoners (volkstelling 2010).